# Willemsspoortunnel
De Willemsspoortunnel is een viersporige tunnel in het centrum van Rotterdam en onder de Nieuwe Maas. Hij maakt deel uit van de spoorlijn Breda - Rotterdam.

## Historie
Het oostelijke deel van de Willemsspoortunnel werd op 15 september 1993 geopend, na een bouwtijd van ruim zes jaar en als vervanging van het in 1877 geopende Luchtspoor. Na de opening van de eerste twee sporen is het luchtspoor gesloopt en werden de overige twee sporen aangelegd die in het voorjaar van 1994 in gebruik werden genomen, waardoor het gehele project in 1996 gereed kwam. De tunnel is gebouwd omdat de bruggen technisch aan vervanging toe waren en om de vervoerscapaciteit van de spoorlijn te vergroten. De brug over de Nieuwe Maas (De Hef) moest regelmatig geopend worden en daar moest de spoorwegdienstregeling op afgestemd worden. Deze beperking was zo groot dat de Nederlandse Spoorwegen de dienstregeling voor de spoorlijnen in Nederland alleen kloppend kon krijgen als de planning bij De Hef begon: "Dit knelpunt in het spoorwegnet, de Willemsbrug met slechts twee sporen, vormt het nulpunt voor het Nederlandse spoorboekje."
Aan de bouw van de tunnel gingen uitgebreide discussies vooraf. Aanleg van de tunnel was kostbaar en zou een grote ingreep in de stad betekenen. NS beargumenteerde uitgebreid dat het een tunnel moest worden, dat hij op dezelfde plek moest komen en dat hij viersporig moest worden. Een van de argumenten was dat de tunnel een hoogfrequente stadsgewestelijke dienst mogelijk zou maken.
Begin 1984 werd definitief het groene licht voor de bouw gegeven en op 28 april 1987, precies 110 jaar na de opening van het Luchtspoor, werd de eerste damwand geslagen door minister van Verkeer en Waterstaat Smit-Kroes. Het was het begin van jarenlange omleidingen en andere bouwoverlast. Zowel ten noorden als ten zuiden van de rivier moesten hulpconstructies worden gebouwd waarover de treinen tijdens de bouw konden doorrijden. Aan de noordkant werd het bestaande viaduct een aantal meters opgeschoven om plaats te maken voor de tunnel. Ten zuiden van de Nieuwe Maas werd een nieuwe hulpspoorbaan aangelegd.

## Bouwmethode

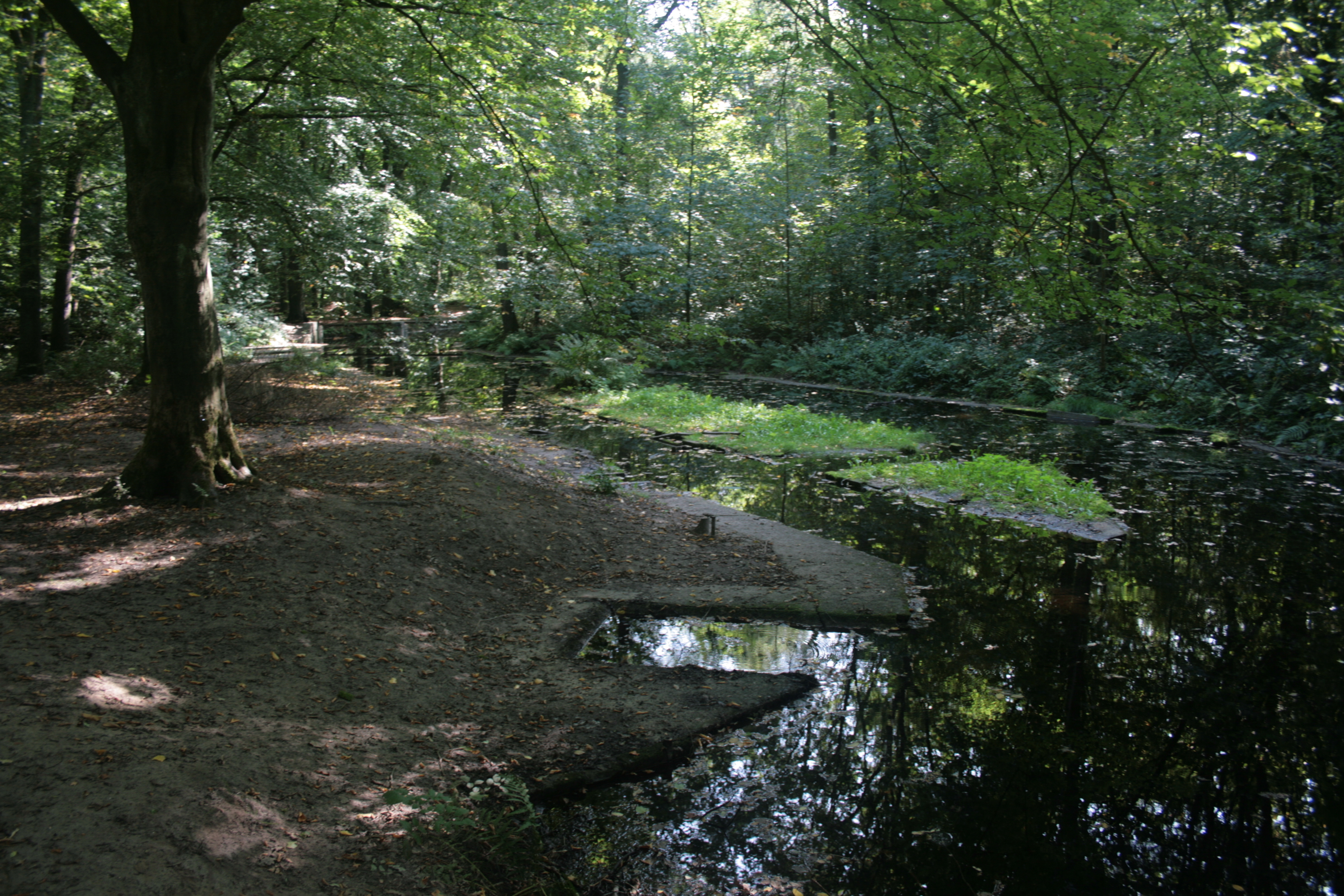
Restant van het schaalmodel in het Waterloopbos.

Voorafgaand aan de bouw werden proeven gehouden in het Waterloopkundig Laboratorium De Voorst met een schaalmodel van de Nieuwe Maas en het Noordereiland. Het schaalmodel ligt als een van de restanten in het Waterloopbos.
De bouw van de tunnel werd verdeeld in drie deelprojecten. Twee daarvan werden gebouwd als openbouwputtunnel. Bij het derde deelproject, de aanleg van het rivierkruisende deel van de tunnel, werd gekozen voor de sinds de aanleg van de Maastunnel veelgebruikte afzinkmethode. In het Bouwdok Barendrecht werden acht elementen gebouwd van elk ongeveer 125 meter lang. Eind 1990 werd het eerste element op zijn definitieve plaats afgezonken.

## Station Rotterdam Blaak
Onderdeel van de tunnel is het ondergrondse station Rotterdam Blaak, dat het oude station Blaak op het luchtspoor verving en dat tevens als overstapstation dient voor de Calandlijn (hernoemd in lijn A, B en C) van de Rotterdamse metro. De sporen gaan op grote diepte onder de metrolijn door. Op 15 september 1993 werden de oostelijke tunnelbuizen en het nieuwe station Blaak officieel door koningin Beatrix geopend. Kort daarna werd begonnen met de sloop van het luchtspoor, waarna ook de westelijke tunnelbuizen op de bestaande sporen konden worden aangesloten. De Hef werd niet gesloopt, maar bleef staan als monument van het Rotterdamse spoorwegverleden.

## Afbeeldingen

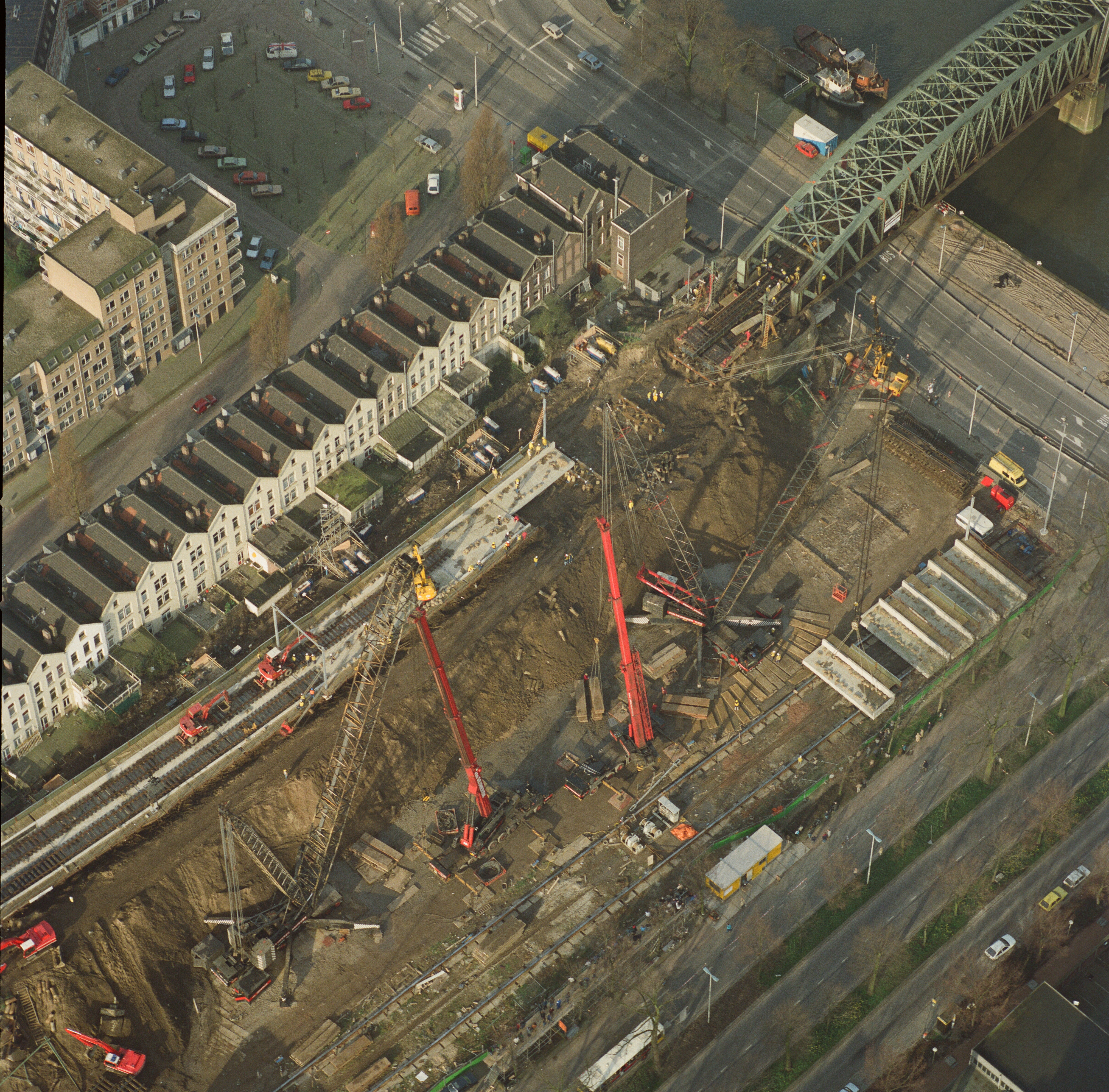
Verlegging oude spoor op zuid in 1989 (bron:beeldbankvenw)
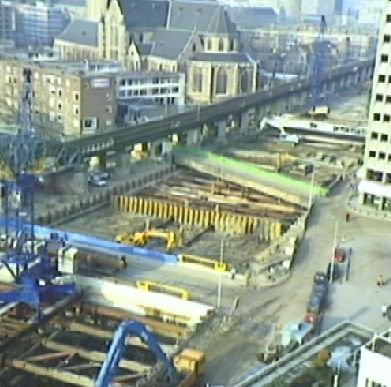
De bouw in 1991 (bron:beeldbankvenw)
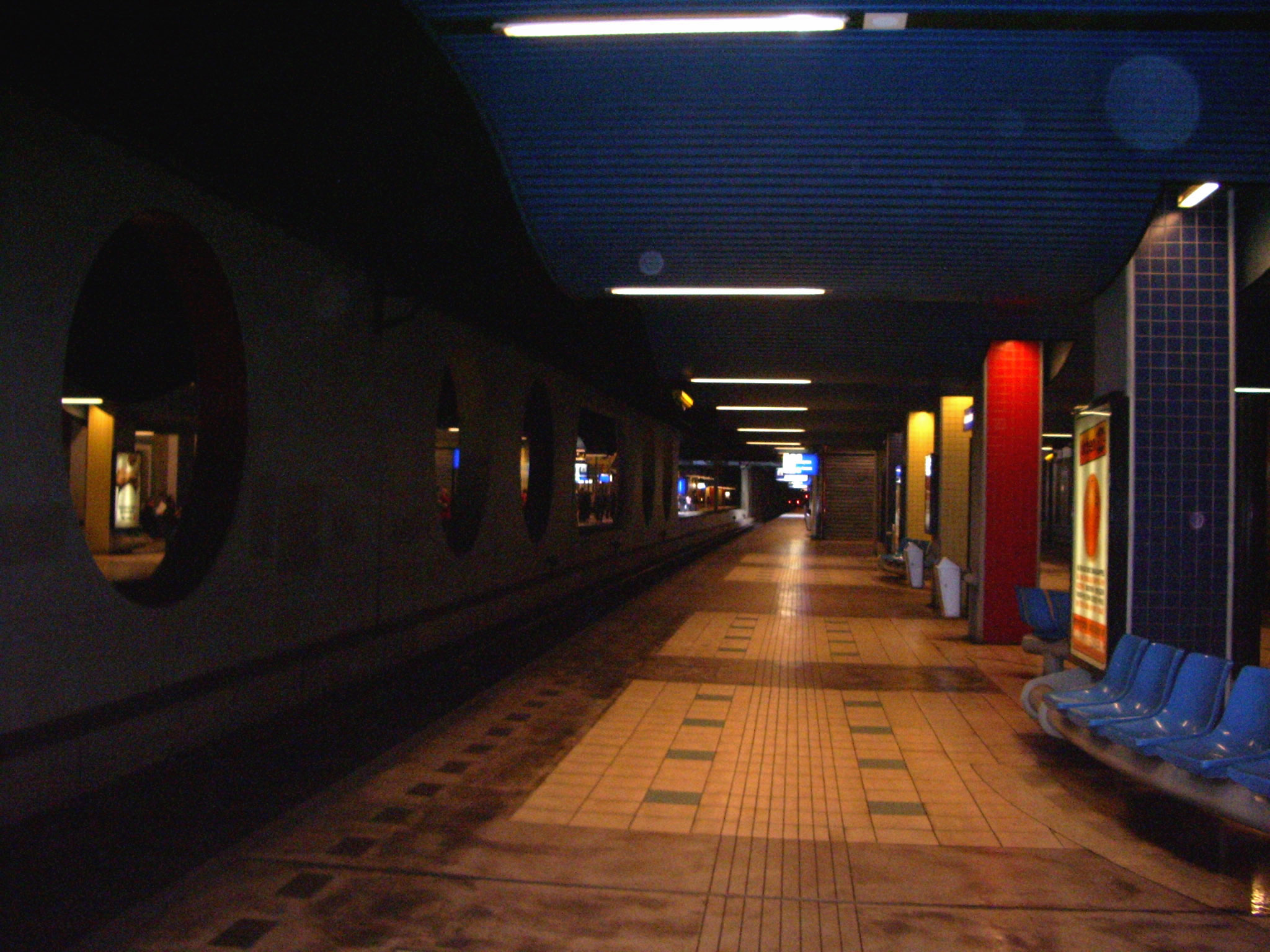
Het ondergrondse station Blaak
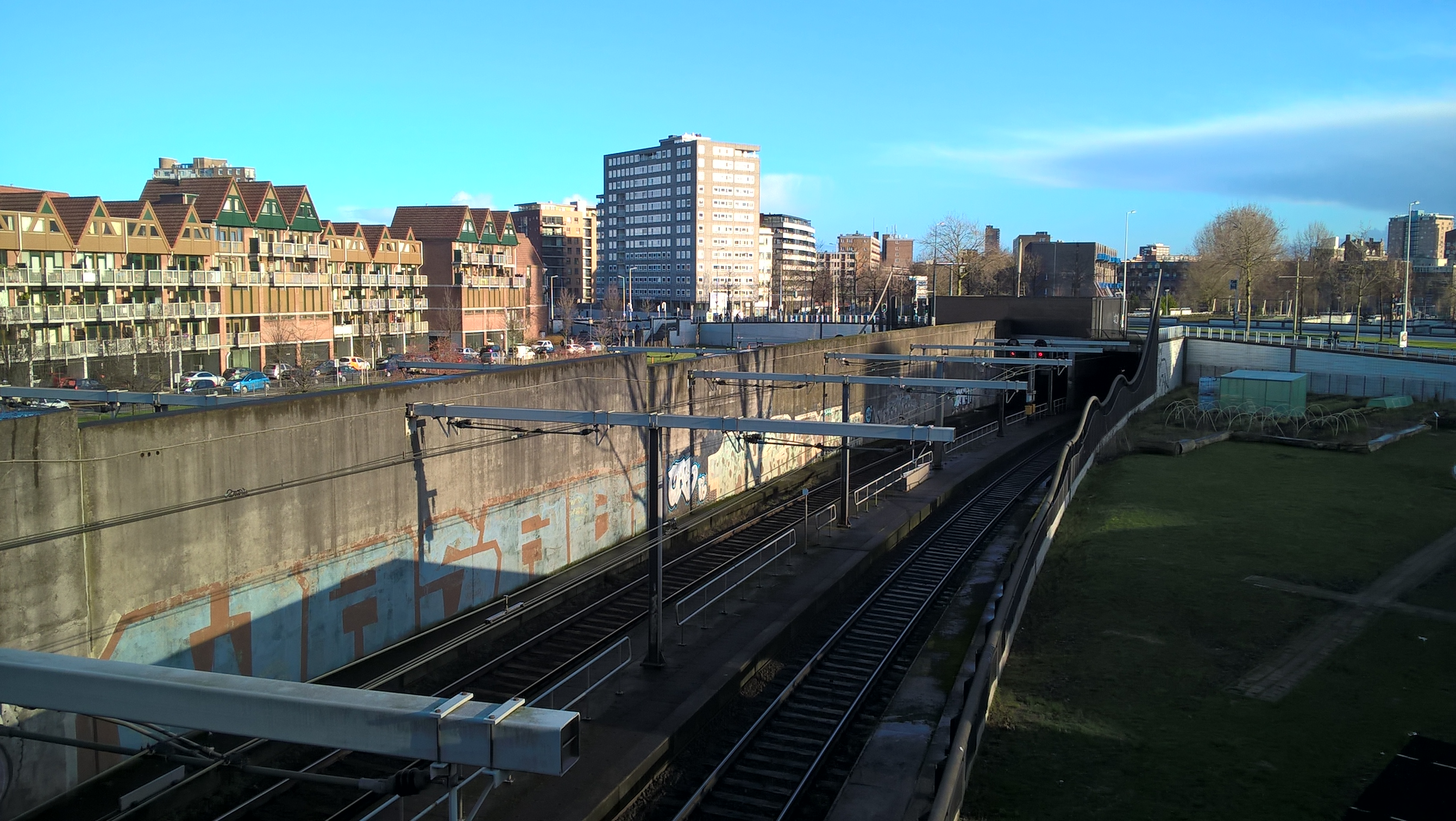
Ingang van de tunnel aan de kant van Station Rotterdam Centraal